# Xian d'Uqturpan
Cette page contient des caractères spéciaux ou non latins. S’ils s’affichent mal (▯, ?, etc.), consultez la page d’aide Unicode.
Le xian d'Uqturpan (乌什县 ; pinyin : Wūshí Xiàn ; ouïghour : ئۇچتۇرپان ناھىيىسى / Uçturpan Nahiyisi) est un district administratif de la région autonome du Xinjiang en Chine. Il est placé sous la juridiction de la préfecture d'Aksou.

## Géographie

### Sismicité
Le district est couvert par la chaîne de montagnes de Tian Shan, une zone sismique (en) active, bien que des séismes de grande ampleur se produisent relativement rarement dans la région.  
L'épicentre du séisme de 2024 à la frontière entre la Chine et le Kirghizistan est situé dans le district.  

## Démographie
La population du district était de 233 034 habitants en 2018, soit 33 % de plus qu'en 1999. 

### Composition ethnique
La majorité (92,19 %) des habitants du district sont des Ouïghours. Les minorités ethniques les plus importantes du district sont les Hans (4,75 %), les Kirghizes (2,38 %), les Hui (0,53 %) et les Ouzbeks (0,03 %). 